# Frederico Chaves Guedes

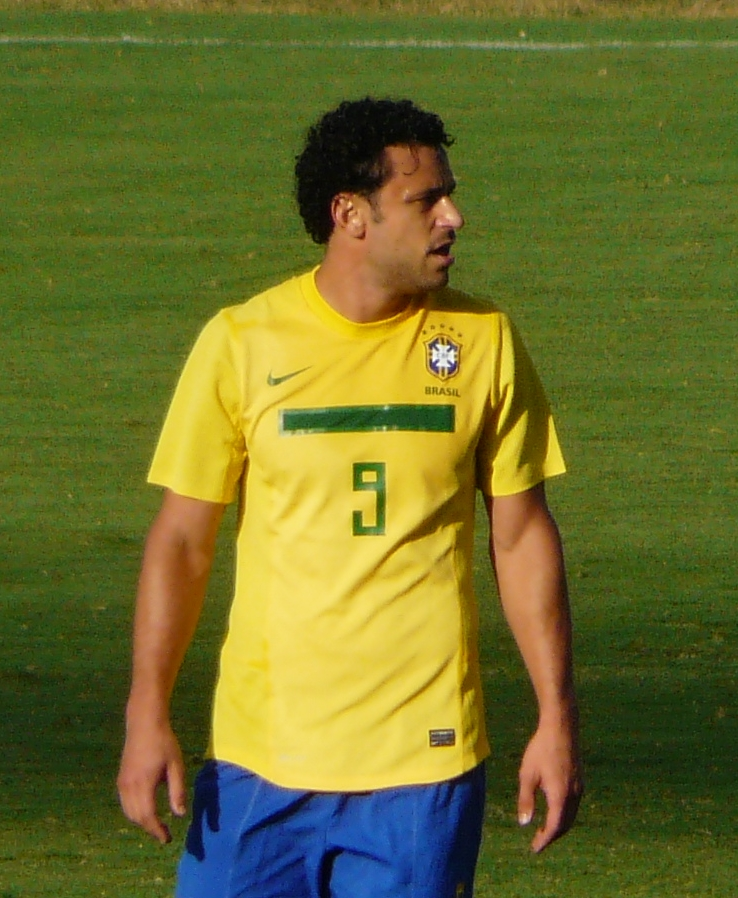
Fred jugant amb el Brasil el 2011

Frederico Chaves Guedes, conegut com a "Fred" (nascut el 3 d'octubre del 1983 a Teófilo Otoni) és un futbolista brasiler que actualment juga al Cruzeiro.
Fred va passar quatre temporades a l'América-MG, abans de marxar a l'equip rival de la ciutat, el Cruzeiro, a meitat de la temporada 2004. Com que el Feyenoord tenia un acord amb l'América, el club neerlandès va obtenir Magrão del Cruzeiro, i retingué el 10% dels drets econòmics sobre Fred, mantenint el mateix Fred el 15%.
Després de marcar 40 gols en 43 partits pel Cruzeiro la temporada 2005, Fred va signar pel campió francès, l'Olympique de Lió, per 15 milions d'euros. (dels quals 3 milions de € van ser rebuts per Fred, 5% com a contribució solidària, 1,4 milions de € per l'agent del Lyon i 510.913 € com a impost brasiler). El Feyenoord llavors va reclamar-li el 10% de la quota de transferència, ja que el club al·legava que la comissió era de 1.5 milions d'euros en compte dels 933.908,70 € segons el punt de vista del Cruzeiro. El club neerlandès demandà davant el Tribunal d'Arbitratge per a l'Esport i va guanyar.
El 7 de maig de 2014 el seleccionador brasiler Luiz Felipe Scolari el va incloure a la llista final de 23 jugadors que representaran el Brasil a la Copa del Món de Futbol de 2014.